# شارلوتنبورک
شارلوتنبورگ (به آلمانی: Berlin-Charlottenburg) یک منطقهٔ مسکونی در آلمان است که در شارلوتنبورگ-ویلمرسدورف واقع شده است. شارلوتنبورگ ۱۱۸٬۷۰۴ نفر جمعیت دارد.

## خواهرخوانده
شهر مانهایم خواهرخواندهٔ شارلوتنبورگ هست.